# Borstendorf
Borstendorf è una frazione del comune tedesco di Grünhainichen, nel circondario dei Monti Metalliferi.

## Storia
Il comune di Borstendorf fu soppresso e aggregato al comune di Grünhainichen il 1º gennaio 2015.